# Epos Now
Epos Now es un proveedor de SaaS y servicios de pago que se centra en las empresas de pequeño y mediano tamaño de los sectores minorista, hostelero y de cuidado personal. La empresa ofrece sistemas de punto de venta electrónico y servicios de pago y financiación integrados.

## Historia
Epos Now se fundó en 2011 por Jacyn Heavens sin financiación externa. Empezó a desarrollar software adaptado a las necesidades de los empresarios.
La AppStore de Epos Now se lanzó en diciembre de 2014. Epos Now fue la primera empresa de EPOS en introducir una AppStore, permitiendo a los usuarios personalizar sus sistemas.
Epos Now fue nombrada ganadora del premio "EPoS Innovation of the Year" de Retail Systems Award en 2015. En 2016, la empresa recibió el Queen's Award for Enterprise y fue nombrada “Gold Award Winner” en Experience y ganadora de Gold Stevie Award en los International Business Awards como "La empresa más innovadora del año 2016". También en 2016, Epos Now fue nombrada la 30ª empresa de más rápido crecimiento en la Lista Deloitte's 2016 Fast 50 con un crecimiento del 597% y ganó los premios “Employer of the Year”, “Tech Innovator” y “Barclays Business of the Year” en los EDP Business Awards 2016.
En 2017, Epos Now ganó un Princess Royal Training Award, y fue destacado como el "Mejor producto SaaS para pequeñas empresas/SMB" en los SaaS Awards 2017. Ese mismo año, Epos Now fue clasificada como la 46ª empresa europea de más rápido crecimiento, según el reconocimiento del Financial Times. La empresa también fue galardonada con el premio a la "Mejor solución de pago en tienda" en los Payments Awards 2017. La empresa fue incluida en la lista de Deloitte's Fast 500 EMEA 2017 del Reino Unido y se clasificó como la 359ª empresa de más rápido crecimiento en Europa, Oriente Medio y Asia.
En 2018, Epos Now ganó el premio “Contact Centre Support Team – Customer” (en la categoría Organisation Awards) en los National Contact Centre Awards 2018 del Reino Unido. También en 2018, Epos Now fue galardonada con la calificación Gold por el New York Design Award.
La empresa ganó la categoría "Mejor solución de pagos, finanzas y facturación" en los Cloud Awards 2019-2020.
Epos Now fue incluida como la 24ª empresa tecnológica del Reino Unido de más rápido crecimiento en 2023 en la lista E2E Tech 100 en asociación con The Independent.
En junio de 2023, Epos Now fue galardonada con el premio "Fintech of the Year" por los Business Awards del Reino Unido, y fue incluida como una de las empresas lideradas por fundadores de más rápido crecimiento en el Reino Unido por FEBE.
En noviembre de 2023, Epos Now fue reconocida como la empresa tecnológica de más rápido crecimiento en Cambridgeshire y el Este en el Deloitte Fast 50.

## Operaciones
Jacyn Heavens es el director general de la empresa. La empresa está presente en varias regiones, como el Reino Unido, Irlanda, Estados Unidos, México, Australia, Nueva Zelanda, España y Canadá.
La sede central de Epos Now en el Reino Unido está situada en Norwich, Inglaterra, y cuenta con sedes adicionales en Orlando, Florida, EE. UU. y Coolum Beach, Queensland, Australia.